# Парадокс лутрије
Парадокс лутрије, који је формулисао професор са Универзитета у Рочестеру Хенри Киберг, произилази из разматрања шансе за добитак на лутрији у којој се, на пример, игра 1000 лутријских листића, од којих је једна добитна. Претпоставимо да је догађај врло вероватан када је његова вероватноћа већа од 0,99. На основу тога, чини се рационалним претпоставити да први листић у овој лутрији неће добити. На исти начин, рационално је признати да други тикет такође неће добити, трећи тикет такође неће добити, итд. до 1000. листића, што је еквивалентно признању да ниједан тикет неће добити. Тако долазимо до контрадикције: једна срећка мора да добије, а у исто време ниједна срећка не може да добије.

## Решење парадокса
Парадокс лутрије је софизам јер садржи грешку у расуђивању. У току резоновања да прва срећка неће добити, ни друга срећка неће добити, ..., неће добити ни н-та срећка, употреба речи је такође погрешна, пошто сваки од ових закључака израђује се независно за сваку карту. Дакле, вероватноћа да овај тикет неће победити је већа од 0,99 само за овај један тикет, али не и за неколико листића одједном. А у случају када узмемо у обзир неколико листића одједном (а још више - све карте одједном, од којих је једна добитна), онда се вероватноћа да ће се сви испоставити као недобитни смањује, а вероватноћа да ће добити један од њих се повећава у већој мери него Разматрамо више карата.
Једном када исправимо ову грешку, коначни закључак: „1000. срећка неће добити“ више неће бити еквивалентна чињеници да ни једна срећка неће добити.
Парадокс лутрије показује недоследност три заједничка принципа рационалног одлучивања: 
- рационално прихватите предлог за који мислите да је врло вероватно да је истинит;
- Није рационално прихватити претпоставку за коју верујете да је контрадикторна;
- ако је рационално прихватити претпоставку А, а рационално прихватити претпоставку Б, онда је рационално прихватити обе ове претпоставке заједно, чак и ако су једна другој у супротности.